# Kirche von Fardhem

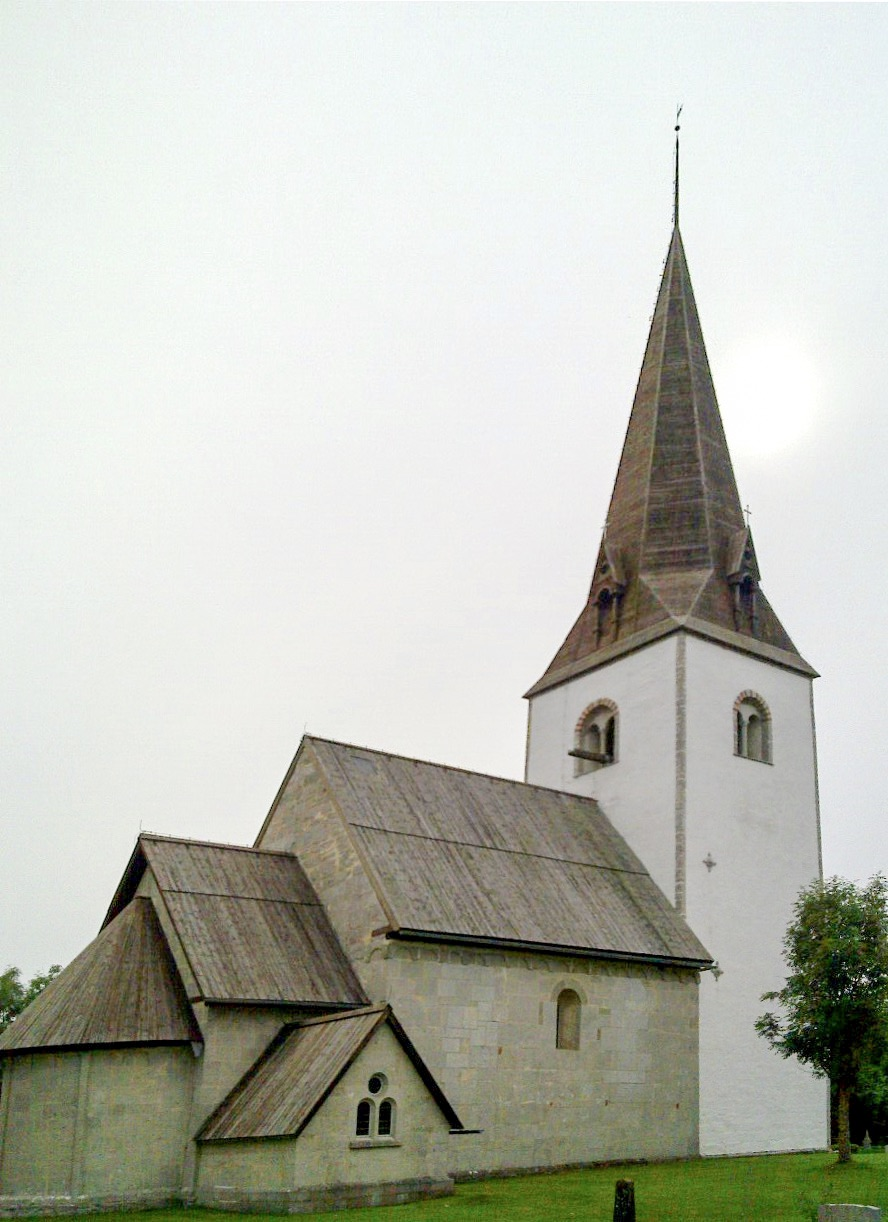
Kirche von Fardhem

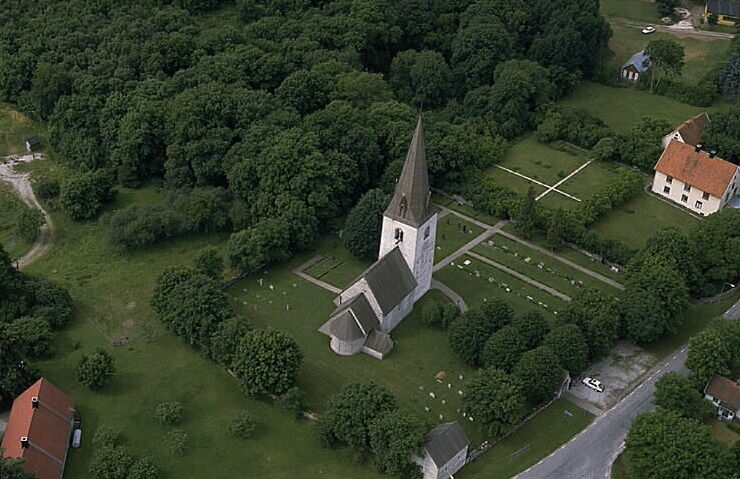
Kirche von Fardhem

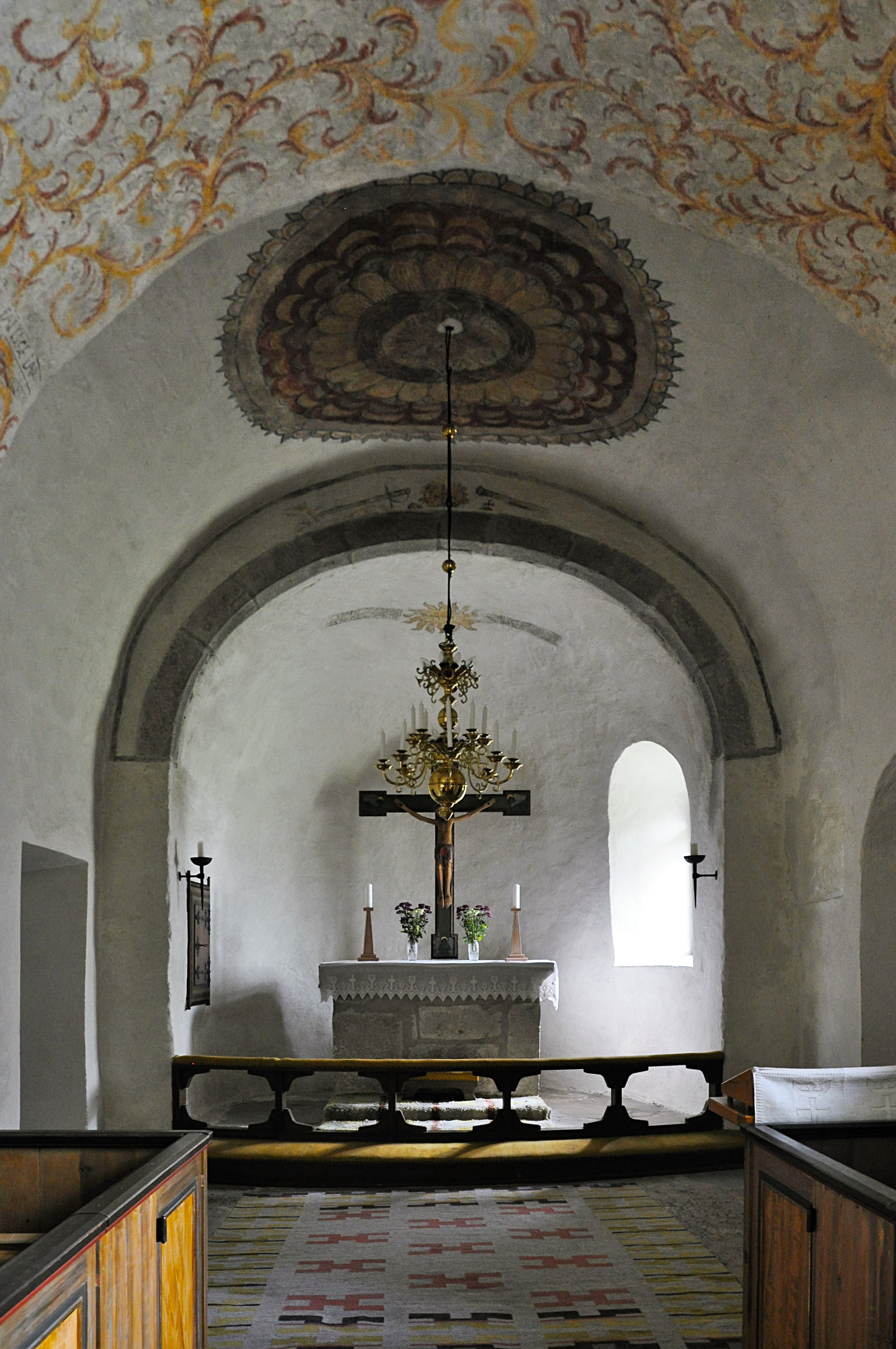
Altar von Fardhem

Die Kirche von Fardhem (schwedisch Fardhems kyrka) war nach der Gutasaga eine der ersten, die auf der schwedischen Insel Gotland errichtet wurden. Es kann sich aber nicht um die heutige Kirche handeln, sondern um einen Vorgängerbau, der vermutlich aus Holz war. Sie liegt in der Kirchengemeinde (schwed. församling) Fardhem, 3,5 km nordwestlich von Hemse, 42 km südlich von Visby und 12 km von der Westküste entfernt.

## Kirchengebäude
Der älteste Teil des romanischen Kirchenbaus ist der Ende des 12. Jahrhunderts errichtete Chor mit nicht abgesetzter halbrunder Apsis. Daran wurde um 1200 das Kirchenschiff gebaut, während der gewaltige Kirchturm erst Mitte des 13. Jahrhunderts errichtet worden sein dürfte. Die Besonderheit der Kirche liegt darin, dass der gotische Umbau, den die meisten anderen Landkirchen der Insel durchmachten, hier nicht stattfand. Erst im Jahre 1872 kam die nach dem Entwurf von Axel Herman Hägg (1835–1921) gestaltete Sakristei hinzu.
Das recht breite und vorgewölbte Chorportal besitzt bemerkenswerte, ikonographisch nur schwer zu deutende Reliefs. Auf der äußeren Türeinfassung sind ein Treffen Marias mit Elisabeth, die Himmelfahrt Alexanders und ein senkrecht gestellter Löwe (vermutlich als Symbol für das Böse) dargestellt. Auf der Innenseite findet sich ein Reiter mit hochgehaltenen „Eidringen“ in den Händen, eine Darstellung, wie sie ansonsten von gotländischen Bildsteinen bekannt ist. Darunter werden die Apostel Philippus und Jacobus, gegenüber wird ein Bischof mit sonderbar altertümlicher Mitra gezeigt, was vielleicht auf die Einflüsse der orthodoxen Kirche auf Gotland zurückzuführen ist. Ein Gegenstück zu diesen frühen und ziemlich primitiv ausgeführten Reliefs gibt es auf Gotland nicht.
Die in den 1850er Jahren in das Schiff eingebauten Fenster wurden 1951/52 teilweise wieder beseitigt. Ein kleineres Fenster über dem Chorportal wurde zugemauert, während ein geschlossenes in der Nordwand des Langhauses wieder geöffnet wurde. Beim Öffnen dieses Fensters wurden Spuren von vermutlich aus dem 14. Jahrhundert stammender mittelalterlicher Kalkmalerei entdeckt. Die ornamentalen Malereien im Chorgewölbe entstanden wahrscheinlich 1719.

## Einrichtung
Vom mittelalterlichen Taufstein ist nur der Fuß erhalten, der von dem anonymen Meister Semi-Byzantios (vgl. Hamra) in der zweiten Hälfte des 12. Jahrhunderts geschaffen wurde. Der heute verwendete Taufstein wurde Ende des 17. Jahrhunderts in Burgsvik gehauen. Die Kanzel mit dem Monogramm König Fredriks I. (1720–1751) ist in den 1720er Jahren entstanden. Die auf 1743 datierte Nummerntafel ist möglicherweise von dem Kunsttischler Johan Hernell hergestellt worden. Der Altarschmuck, ein Kruzifix aus Holz, wurde im Rahmen der Restaurierung 1951/52 erstellt. Es ist eine Kopie des Triumphkreuzes in der Kirche von Träkumla. 